# 5661 Hildebrand
5661 Hildebrand è un asteroide della fascia principale del diametro medio di circa 34,37 km. Scoperto nel 1977, presenta un'orbita caratterizzata da un semiasse maggiore pari a 3,9616287 UA e da un'eccentricità di 0,2372070, inclinata di 13,29216° rispetto all'eclittica.